# Centre de détention de Neuvic
Le centre de détention de Neuvic est un centre de détention français situé dans le département de la Dordogne en région Nouvelle-Aquitaine. Cet établissement peut accueillir jusqu'à 400 détenus.

## Description
Depuis 2015, l'établissement a mis en place le programme « Respecto ».